# 고대 문학
고대 문학(古代文學; Ancient literature)은 돌, 점토판, 파피루스, 종려나무 잎, 금속 등 다양한 매체에 기록된 종교 및 과학 문서, 설화, 시와 희곡, 왕실 칙령과 선언문, 기타 형태의 글로 구성된다. 문자가 보급되기 이전에는 구비문학이 항상 잘 살아남은 것은 아니었지만, 일부 텍스트와 단편으로 존속해 왔다. 알려지지 않은 수많은 저작물 역시 세월의 풍파를 견디지 못해 소실되었을 가능성이 높다고 결론을 내릴 수 있다.

## 같이 보기
- 성경 사본
- 고대 그리스 문학